# Zdeněk Burian

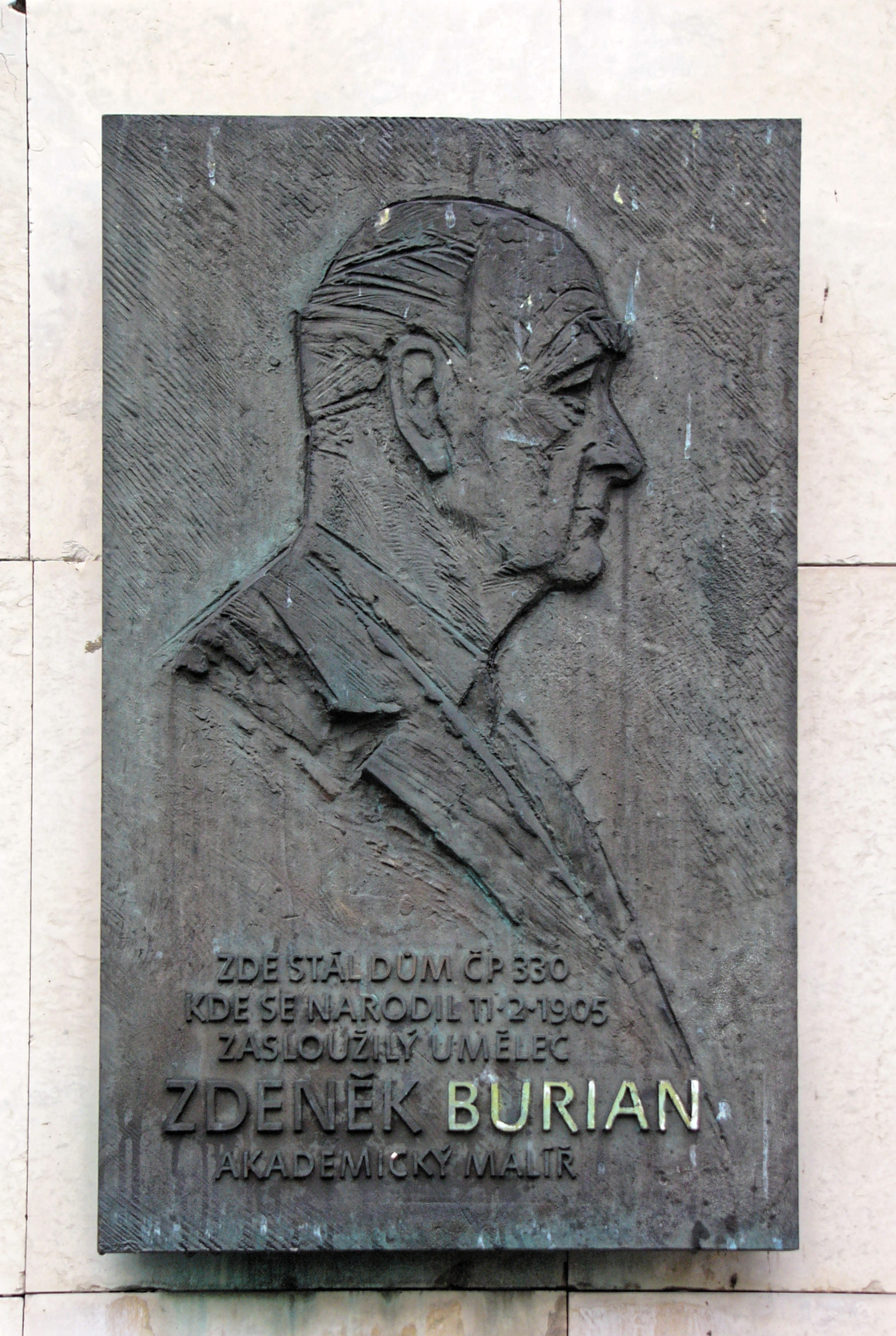
Placa conmemorativa de Zdeněk Burian en su natal Kopřivnice.

Zdeněk Michael František Burian (11 de febrero de 1905, Kopřivnice, Moravia, Imperio austrohúngaro – 1 de julio de 1981 Praga, Checoslovaquia) fue un ilustrador checo cuyo trabajo desempeñó un papel fundamental en el desarrollo del paleoarte. 

## Introducción
Burian fue un artista extremadamente prolífico cuya producción se estima entre 15000 y 20000 dibujos y pinturas. Ilustró más de 500 libros, incluyendo temas de historia natural y novelas clásicas como Robinson Crusoe, Tarzán y Plutonia, si bien fue en el campo de la paleontología y la paleoantropología donde su influencia resultó más notable. Inicialmente reconocido sólo en su país natal, desde finales de la década de los 50 y principios de los 60 su trabajo fue difundido internacionalmente gracias a una serie de libros de gran formato editados por Artia y a la inclusión de sus obras en multitud de textos educativos.

## Inicios e influencia en la paleontología
La primera experiencia de Burian en el campo de la ilustración prehistórica fue a comienzos de los años 30, ilustrando obras de ficción ambientadas en el pasado escritas por Eduard Štorch (un arqueólogo aficionado). Estas llamaron la atención del paleontólogo Josef Augusta. Burian colaboró con Augusta desde 1935 hasta la muerte del segundo en 1968, y más tarde con Zdeněk Špinar. Burian pintó reconstrucciones de todo tipo de formas de vida prehistóricas -cerca de 500 imágenes entre los años 30 y 1981-, desde los primeros invertebrados a un amplio abanico de peces, anfibios, reptiles, mamíferos y pájaros, así como vistas panorámicas de los paisajes que habitaron.
Si bien algunas de sus primeras representaciones de animales prehistóricos norteamericanos se inspiraban en las del pionero del paleoarte Charles Robert Knight (en parte por la dificultad para acceder a material fósil), el trabajo de Burian, menos estilizado y más naturalista, pronto fue tenido en alta estima por los paleontólogos, especialmente en Europa. En contraste con la tendencia a representar a los dinosaurios como lagartos gigantes y aletargados, Burian los recreó como animales activos que caminaban erguidos, modelo hasta entonces únicamente adoptado por unos pocos artistas como el citado Charles Knight o Gerhard Heilman.
Burian creó pinturas icónicas de saurópodos americanos como Brontosaurus (Apatosaurus, 1940) y Diplodocus (1952-65?) caminando sobre tierra firme con aspecto elefantino, y su reconstrucción del saurópodo africano Brachiosaurus (1941) alimentándose bajo el agua es una de las imágenes de dinosaurios más reproducidas de la historia (hoy se considera improbable que este animal pudiera respirar sumergido en aguas profundas, a menos que tuviese una potente cavidad pleural como la de algunas ballenas). 
Otra famosa pintura de Burian (fechada en 1938) muestra el dinamismo de su obra a través de un Tyrannosaurus rex atacando a una pareja de Trachodon, mientras una manada de ornitomímidos huyen en la distancia. El depredador fue posteriormente modificado de acuerdo con nuevas evidencias paleontológicas, añadiéndole protuberancias craneales y una cola más rígida. 
Muchas de las primeras pinturas de Burian aparecieron en una serie de libros de gran formato con textos de Augusta, el primero de los cuales, Prehistoric Animals, fue publicado por primera vez en Checoslovaquia por Artia en 1956, y más tarde en muchos otros países incluyendo Italia, Francia, Alemania, Inglaterra y Japón. A este título le siguieron los también famosos Prehistoric Birds & Reptiles, Prehistoric Sea Monsters, The Book of Mammoths, y Prehistoric Man. La influencia del trabajo de Burian es apreciable no sólo en el campo del paleoarte sino en películas, cómics y otros productos de la cultura popular.

## Estilo artístico
Si bien sus reconstrucciones de la vida del pasado son en general muy convincentes, las de dinosaurios son las más notables considerando que no tuvo acceso a material esquelético (aunque Checoslovaquia tenía una notable historia de investigación paleontológica, carecía de fósiles de dinosaurios). En muchos casos, asesorado por Augusta y Špinar, realizó reconstrucciones anatómicas de los animales, pintando varias versiones de determinadas especies (en especial si la primera versión había sido pintada en blanco y negro).
Muchos de sus primeros trabajos se publicaron acompañados por textos de Augusta, con frecuencia de estilo narrativo. Fue en este periodo (de la década de los 40 a 1968) cuando Burian produjo sus más famosas y memorables ilustraciones, las cuales fueron usadas en escuelas checoslovacas para mostrar la evolución de la vida en la Tierra. Su estilo reflejaba una imaginería clásica, casi romántica, que raramente mostraba animales luchando o depredándose unos a otros (si representaba a carnívoros con sus presas solía hacerlo en el momento anterior o posterior a la confrontación). Dos años después de la muerte de Augusta, Burian pintó la que es considerada su última imagen clásica, un Tarbosaurus bataar que también fue profusamente reproducido y copiado.
Tras la muerte de Augusta, las licencias artísticas de Burian fueron constreñidas por clientes que demandaban recreaciones de varias especies en la misma escena, pero no interactuando sino de forma independiente, como en un montaje fotográfico. Debido a su formación como ilustrador de novelas, y al carácter narrativo de sus colaboraciones con Augusta, Burian abordaba su trabajo con la actitud de un artista de historia natural, por lo que estas restricciones le afectaron de forma negativa. Resulta evidente en otra versión de Brachiosaurus pintada al final de su carrera según indicaciones de Vratislav Mazak; el animal, ahora representado en tierra firme, muestra unas proporciones extrañas y una falta de naturalidad comparado con la versión de 1941.

Las obras de Burian, que abarcan desde dibujos de pequeño formato a lienzos de varios metros, fueron ejecutadas tanto en blanco y negro como a todo color empleando multitud de técnicas (óleo, carboncillo, tinta, acuarela, gouache), y mostraban una gran atención al detalle al tiempo que mantenían una atmósfera pictórica impresionista. Su trabajo, pese a su aspecto clásico, poseía un dinamismo revolucionario respecto a la tendencia estática de la mayoría de paleoartistas previos y contemporáneos (nuevamente con excepciones como Charles Knight y Gerhard Heillman), apreciable tanto en la composición y la disposición de las figuras como en determinadas soluciones técnicas (por ejemplo los fundidos de los contornos de objetos en movimiento como la espuma de las olas o la vegetación animada por el viento). Con frecuencia se ha dicho que las reconstrucciones de Burian parecen pintadas del natural, tan estrecha y armónica es la relación entre los animales y su entorno en sus trabajos más notables.
"Todo en las pinturas de Burian es asombrosamente real: los paisajes están bañados por una luz intensa (aunque la calidad pésima de la reproducción en algunos de los libros apenas permita apreciarlo), los animales se mueven con absoluta fluidez, los músculos tienen la definición justa bajo la piel, como si únicamente dependiera de la actividad del animal y del capricho de la luz para que destacaran durante un momento, y no de la intención del artífice que los modela; y los ojos, definidos con unas pocas pinceladas, permiten vislumbrar la brillantez o el sopor de la mente que se cobiia tras ellos. Semejante falta de artificio hace que su trabajo parezca fácil, pero en realidad era el resultado de un esfuerzo ímprobo, una concentración intensa y un conocimiento cabal de las proporciones de los sujetos que representaba. Burian tuvo el ojo, el lápiz y los pinceles más rápidos del género, y no se vislumbra un sucesor en ese sentido." (Mauricio Antón: El secreto de los fósiles)